# Kobresia cerostachya
Kobresia cerostachya là loài thực vật có hoa trong họ Cói. Loài này được (Franch.) C.B. Clarke mô tả khoa học đầu tiên năm 1903.